# Hoja Blanca, Escuintla
Hoja Blanca är en ort i Mexiko.   Den ligger i kommunen Escuintla och delstaten Chiapas, i den sydöstra delen av landet, 800 km sydost om huvudstaden Mexico City. Hoja Blanca ligger 1 240 meter över havet och antalet invånare är 310.
Terrängen runt Hoja Blanca är kuperad åt sydväst, men åt nordost är den bergig. Runt Hoja Blanca är det ganska tätbefolkat, med 78 invånare per kvadratkilometer. Närmaste större samhälle är Belisario Domínguez, 10,5 km sydost om Hoja Blanca. I omgivningarna runt Hoja Blanca växer i huvudsak städsegrön lövskog.